# Кошелев (Польща)
Кошелев (пол. Koszelew) — село в Польщі, у гміні Гомбін Плоцького повіту Мазовецького воєводства.
Населення — 535 осіб (2011).
У 1975-1998 роках село належало до Плоцького воєводства.

## Демографія
Демографічна структура станом на 31 березня 2011 року:
|          | Загалом | Допрацездатний вік | Працездатний вік | Постпрацездатний вік |
| -------- | ------- | ------------------ | ---------------- | -------------------- |
| Чоловіки | 255     | 38                 | 167              | 50                   |
| Жінки    | 280     | 39                 | 128              | 113                  |
| Разом    | 535     | 77                 | 295              | 163                  |